# Michael Elliott
Michael Elliott CBE FRS (30 de setembro de 1924 – 17 de outubro de 2007) foi um químico britânico que inventou e comercializou o desenvolvimento de novos inseticidas conhecidos como piretroides.
Elliott foi eleito membro da Royal Society em 1979 e apontado Commander of the British Empire (CBE) em 1982. Recebeu o Prêmio Wolf de Agronomia de 1989.